# San Petru di Panicala
San'Petru di Panicala, in italiano San Pietro di Panicala, è una cappella romanica della Corsica nella Panicala. È situata nel comune di Forciolo. Difatti però  la cappella si trova a un chilometro da Zigliara. È una cappella di tipo romanico. L'abside della cappella è ancora in piedi, come una parte della navata annessa all'abside, ma il resto è in rovina.

## Storia
La cappella è in stile romanico, ma dovrebbe essere risalente al secolo XIII, verso la fine dell'epoca pisana della Corsica. Difatti, a quell'epoca furono custruite parecchie chiese e cappelle romaniche, Sant'Agustino in Bigornu, San Sarsoriu in Bastia o Santa Maria Maggiore in Bonifacio.
Secondo Paul-Matthieu de La Foata conosciuto come Monsignori di la Fuata in lingua corsa, vescovo della Corsica originario di Azilone-Ampaza, San Pietro di Panicala era la chiesa madre di Panicala una piccola regione della Corsica composta da quattro villaggi: Ampaza, Azilone, Forciolo e Zigliara. In effetti, la cappella si trova più o meno in una posizione centrale, rispetto ai quattro villaggi. La cappella fu utilizzata fino al XVI secolo, ma in seguito cadde in disuso, poiché furono costruite chiese parrocchiali nei quattro villaggi della Panicala.

## Architettura
La cappella di San Pietro di Panicala ha le caratteristiche delle cappelle romaniche della Corsica: una sola navata e un'abside semicilindrica con i suoi ornamenti. Molti degli elementi architettonici della cappella sono piuttosto interessanti. Il tetto della cappella infatti è notevole, è fatto di piastrelle di granito, molto largo. L'abside ha anche tre balconi. C'è anche una meravigliosa fila di volute scolpite nel granito sotto il tetto. Ma gli elementi architettonici più originali sono gli ornamenti situati tra il tetto e i balconi dell'abside: ci sono forme geometriche, tra cui una croce e un rombo e teste umane o di animali. Nella parte della navata che si è conservata rimane ancora l'altare in granito.

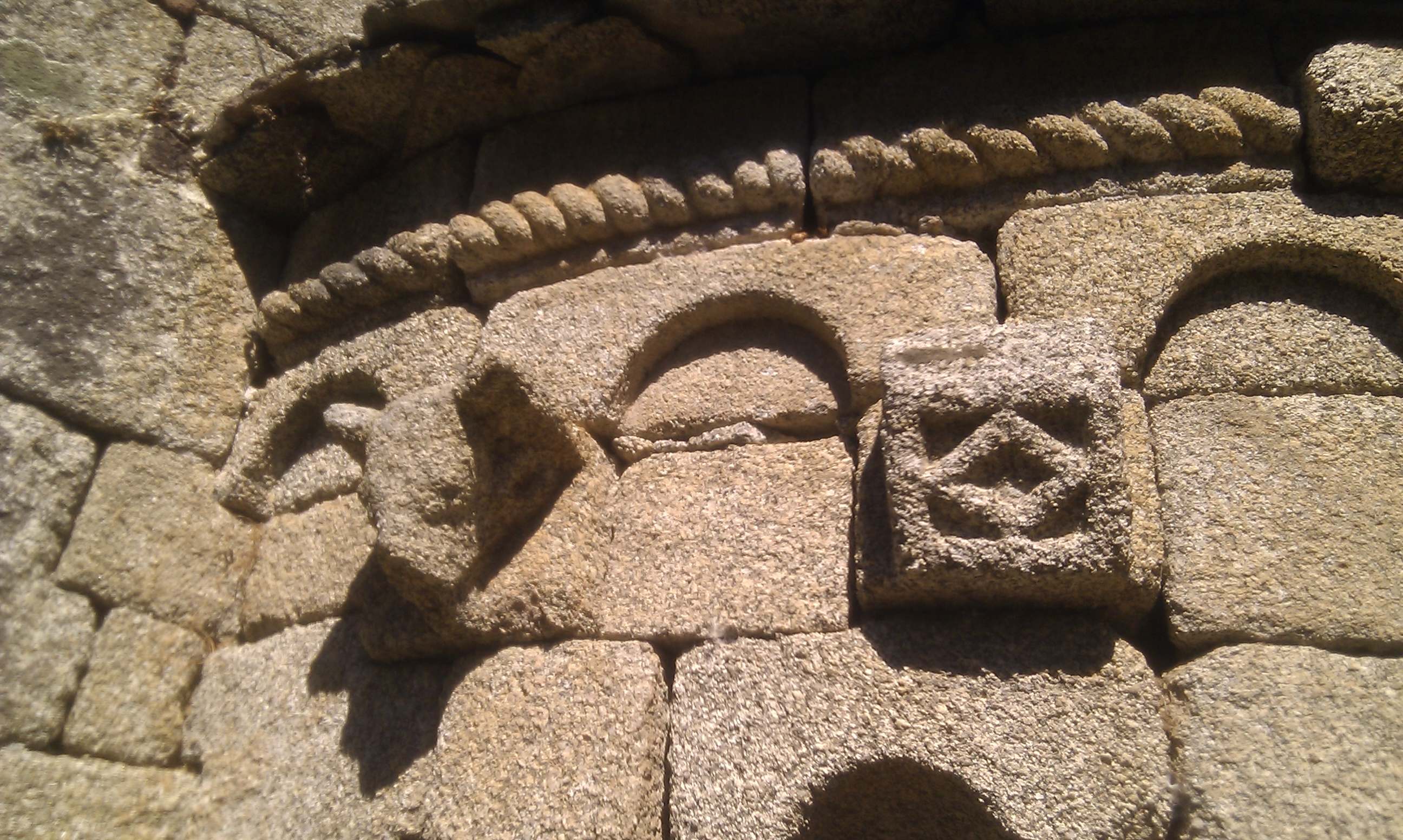
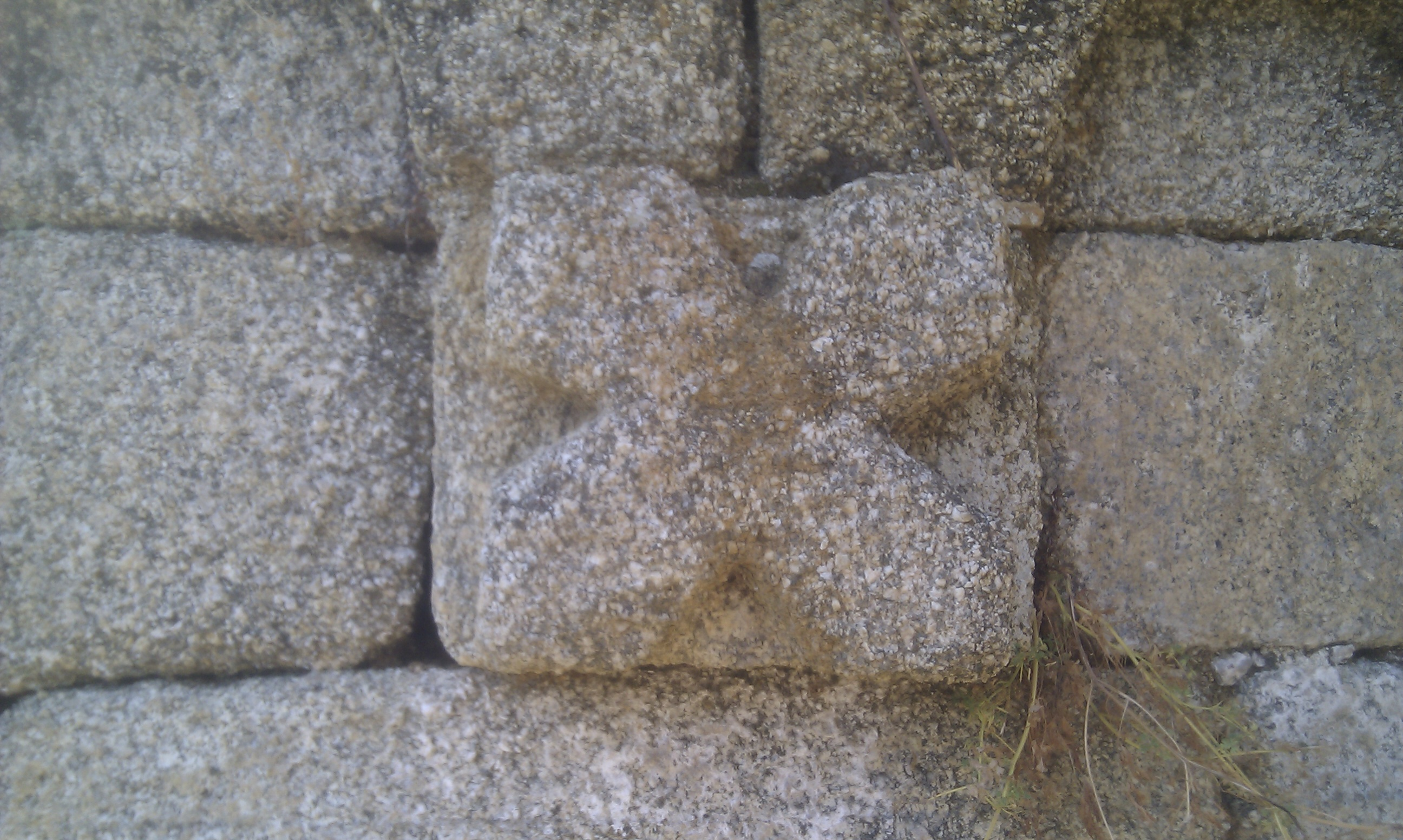
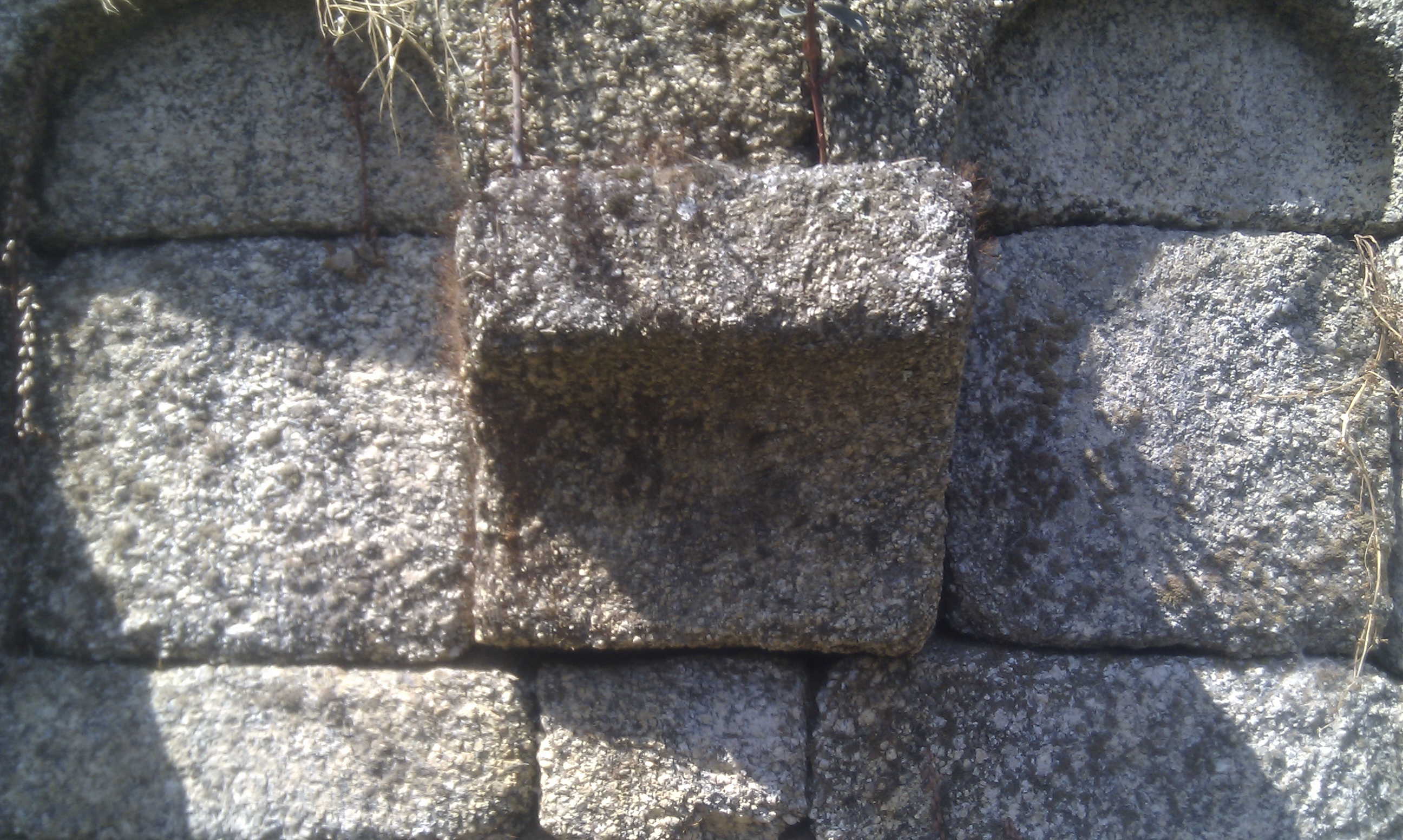
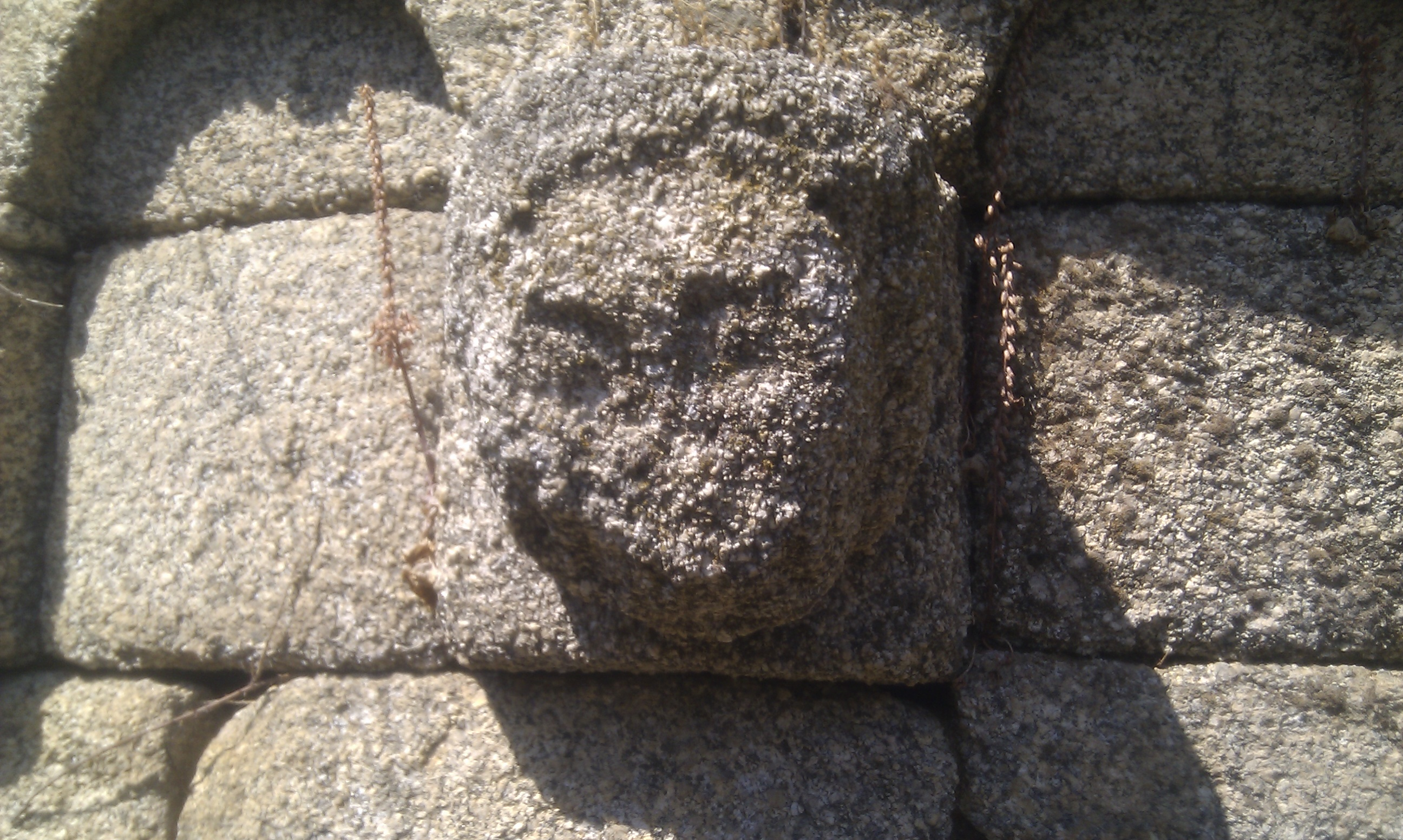
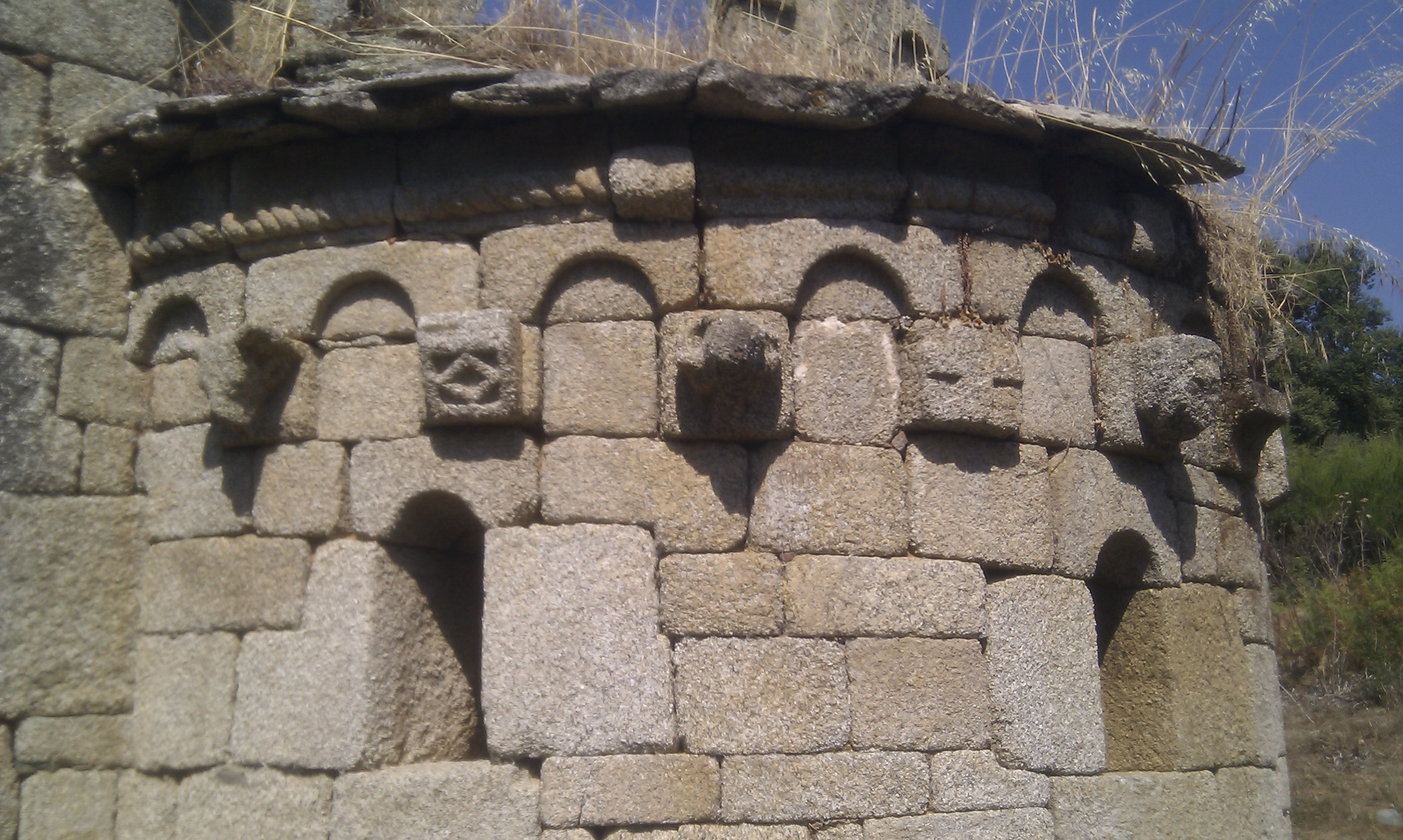
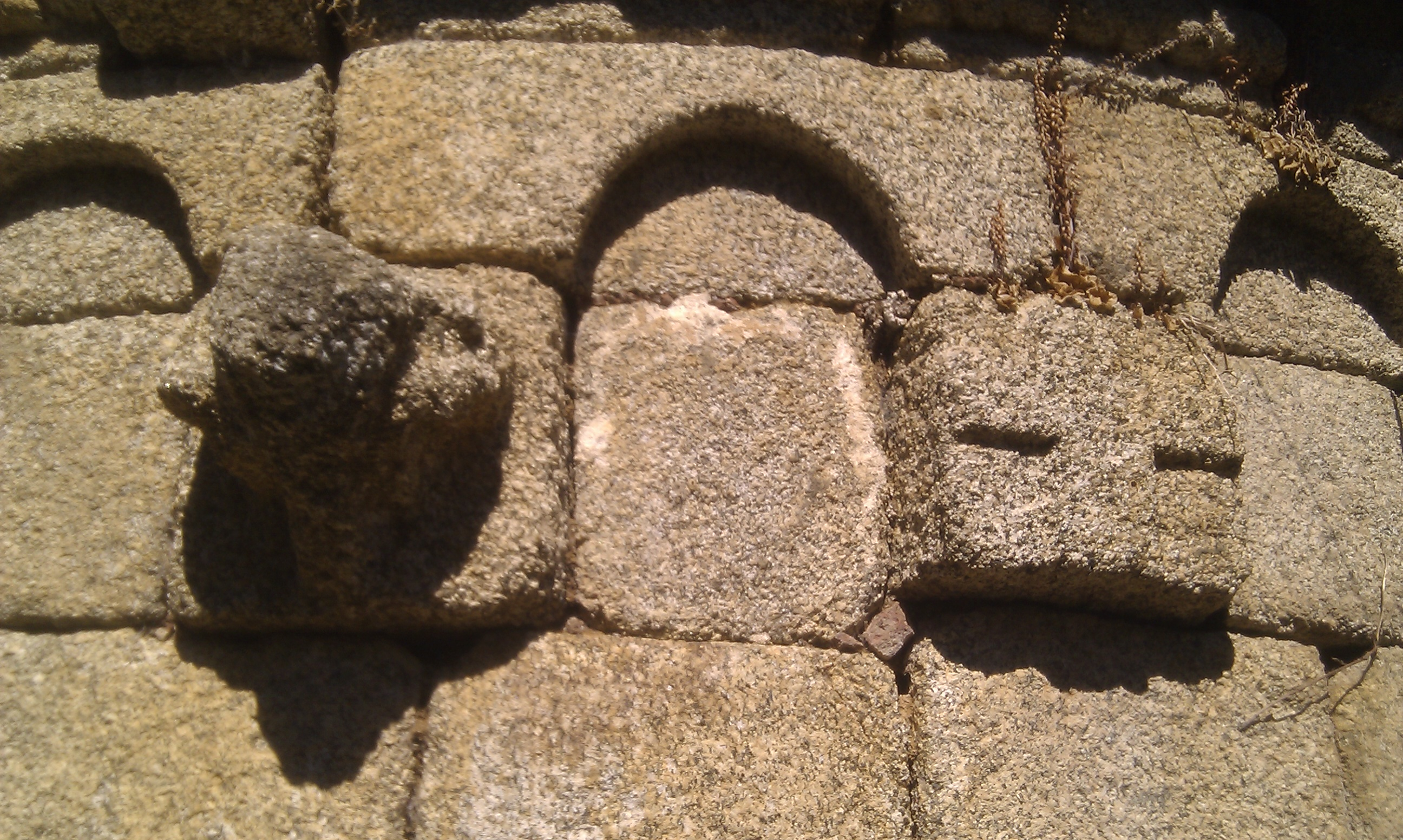
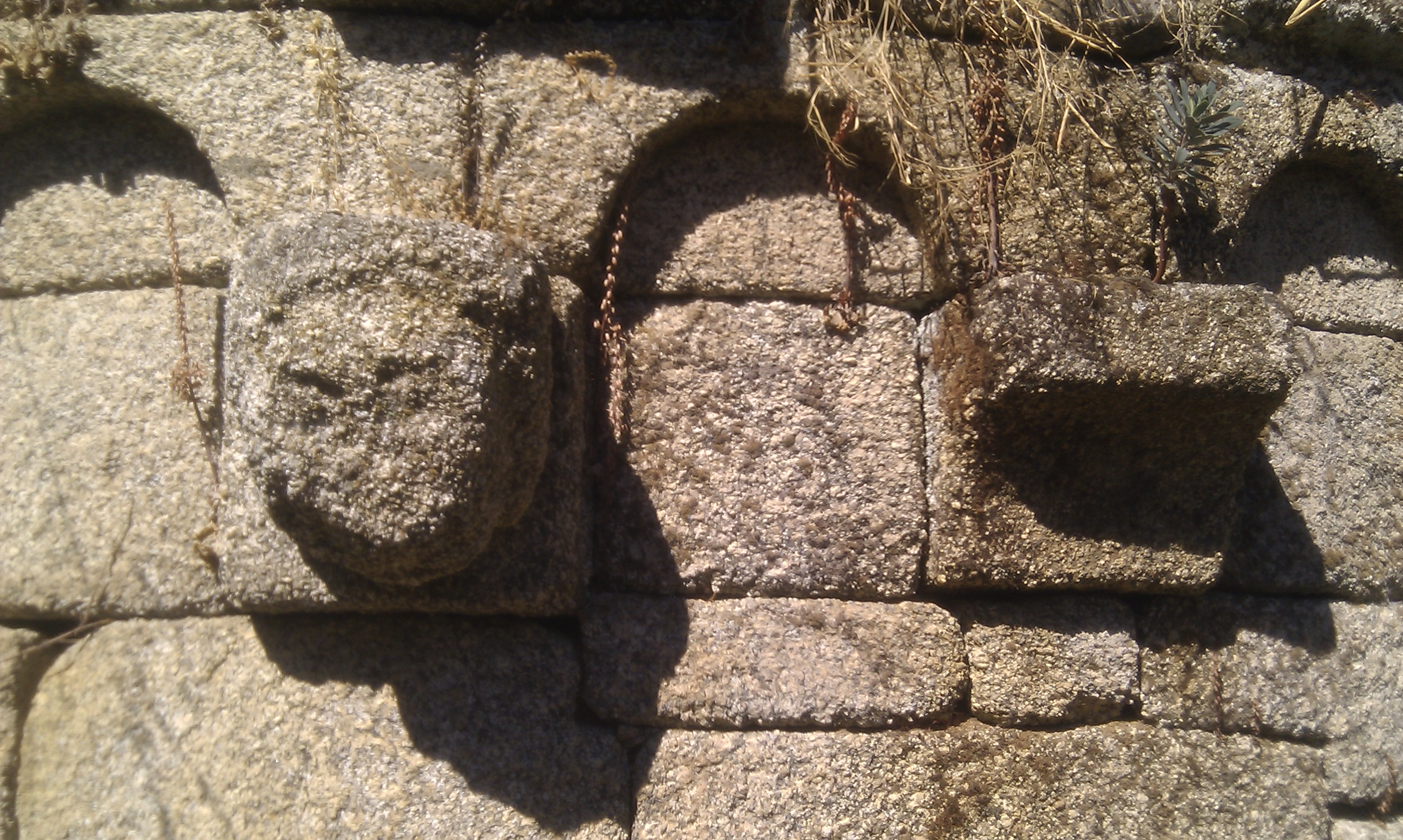
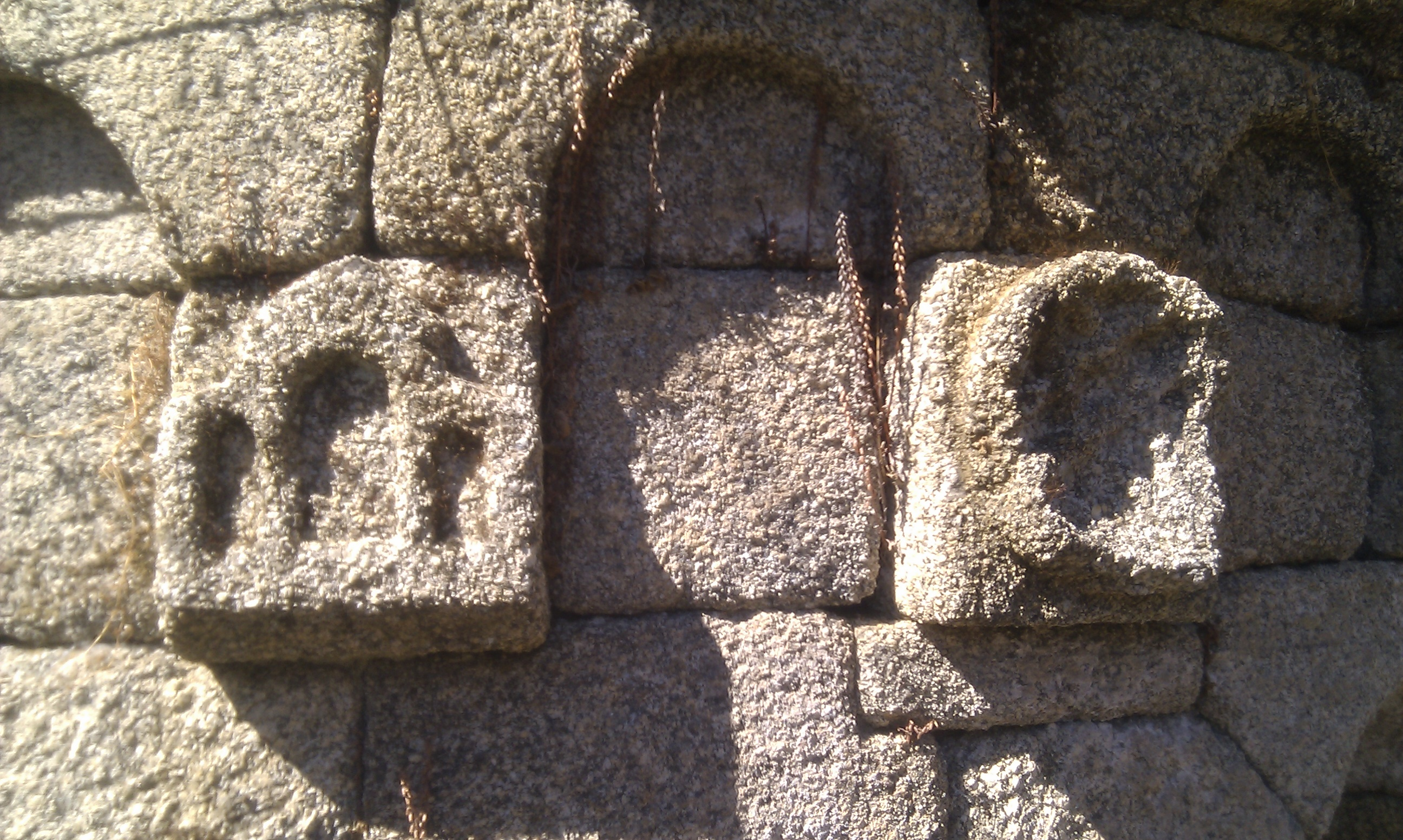

## Protezioni
La cappella è iscritta nell'inventario dei monumenti storici.

## Itinerario

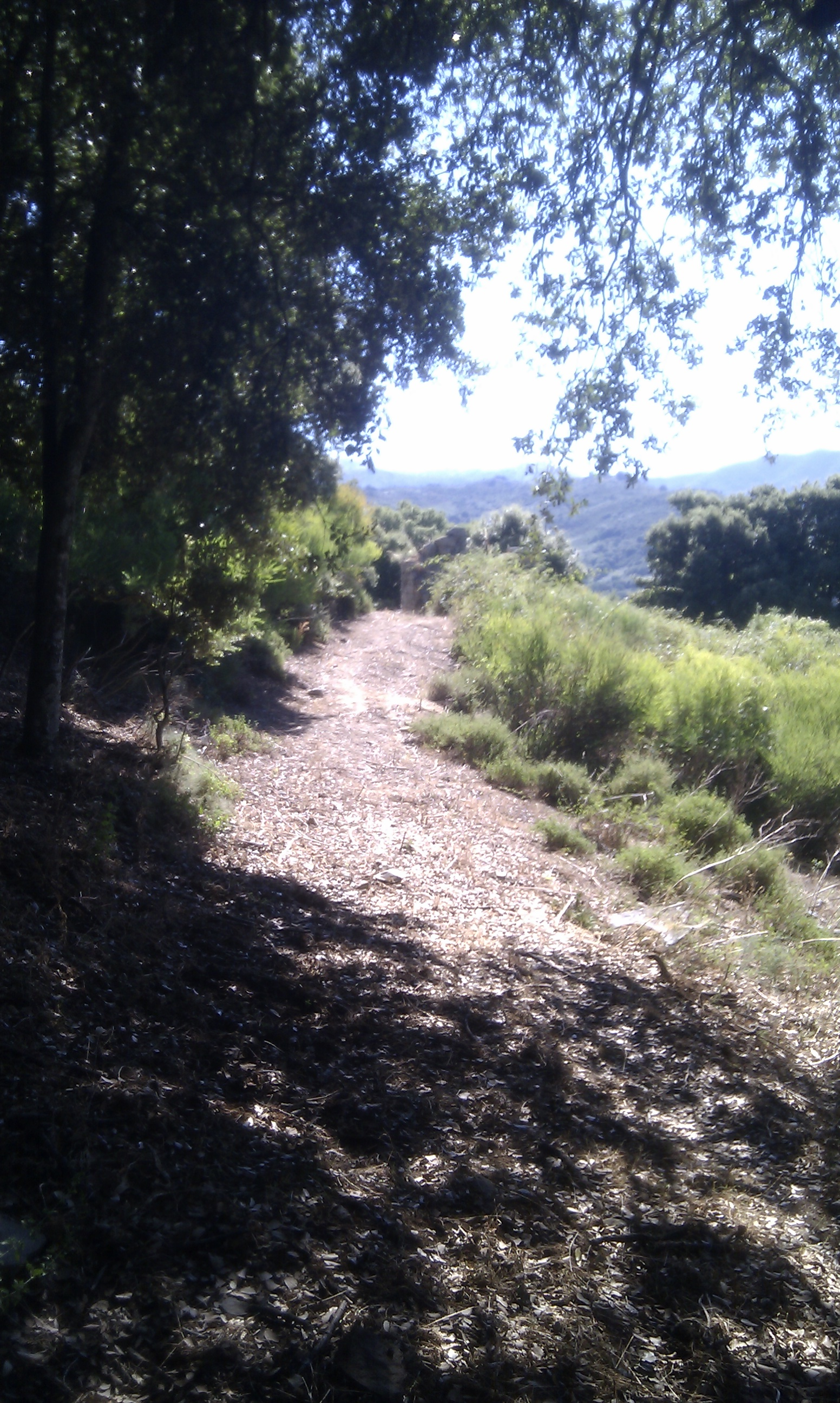
La stretta prima dell'arrivo presso la cappella

Da Santa Maria-Sichè, prendere la strada (D83) per andare in direzione di Zicavo, ma prendendo il canale di Ampaza sulla destra (D26). Quando si raggiunge Ampaza, svoltare a destra in direzione di Zigliara. Un chilometro prima di raggiungere Zigliara c'è una collina sulla sinistra dove si trova la cappella. Quindi si attraversa la collina a piedi e poi si scende in un burrone. Si va dritto e si deve guidare un po' per arrivare alla cappella in dieci minuti.